# 滋賀大学
滋賀大学（しがだいがく、英語: Shiga University）は、滋賀県にある国立大学。国立大学法人滋賀大学によって運営されている。略称は滋賀大（しがだい）、滋大（しだい）。

## 概観

### 大学全体
彦根高等商業学校と滋賀師範学校とを母体に新制大学として1949年に発足して以降、他大学がキャンパスの移転統合や学部の増設・改組を経て画一化していく中、第二次世界大戦前からの彦根・大津の二つの地を拠点に、其々の特色を保持しつつ少数精鋭化を行ってきた。大学発足以来長らく経済学部（本部・彦根）と教育学部（大津）の2学部体制をとっていた。2017年、日本で初めて統計学を教育・研究の核とする「データサイエンス学部」を本部がある彦根に設置した（「データサイエンス学部」の節を参照）。また、
2024年からは経済学研究科に日本初の学位である「修士(経営分析学)」を授与する専攻が設置された（「経済学部」の節を参照）。
学生数は2024年5月時点、学部生3,502人（経済学部2,094人、教育学部978人、データサイエンス学部430人）、大学院生244人（経済学研究科65人、教育学研究科58人、データサイエンス研究科121人）の計3,746人。

#### 統合構想
2001年より本学と滋賀医科大学、京都工芸繊維大学との間で県をまたいだ統合協議が行われていたが、2002年に協議に加わった京都教育大学との教員養成系大学・学部の再編問題や国立大学法人化への移行準備もあって、2004年にこれを凍結。文部科学省は、滋賀大学・滋賀医科大学・京都教育大学・京都工芸繊維大学は2004年以降の統合を目途に協議を進めていると、発表している。

### 経済学部・経済学研究科

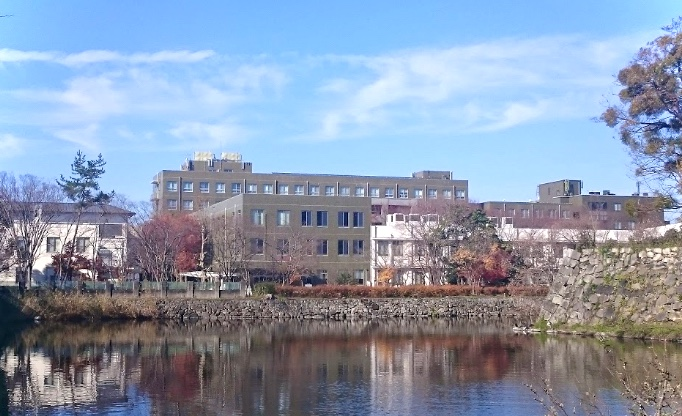
彦根城の石垣跡と経済学部・データサイエンス学部

彦根藩の武家の教養と近江商人の精神を体現した「士魂商才」の伝統を受け継ぎ、広い教養と国際的視野を持つ経済人の養成に取り組んできた。国立大学経済学部において日本最大の規模を誇り、学生数1学年約450名、教員数約80名、5学科（経済学科・ファイナンス学科・企業経営学科・会計情報学科・社会システム学科）17講座を擁する、日本の一般的な経済学部の枠を超えた「総合経済学部」である。また、彦根高等商業学校時代からの同窓会組織である陵水会のＯＢ・ＯＧによる支援や戦前から多数の経済人を輩出してきたことによる伝統などから人事担当者に対する評価がとても高く、卒業生の多くが幅広い業界で活躍している。

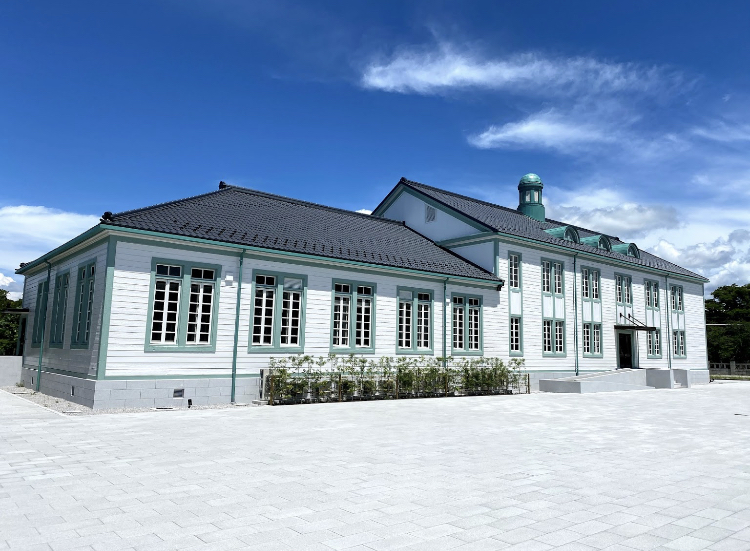
経済学部講堂（旧彦根高商講堂、国登録有形文化財、2020年改修）

また、大学院経済学研究科は、日本で最初にリスクを対象とする教育・研究課程「経済経営リスク専攻」を創設した大学院としても知られ、博士前期課程に経済学専攻・経営学専攻・グローバル・ファイナンス専攻の3専攻、博士後期課程に前述の「経済経営リスク専攻」を設置している（「リスク研究センター」併設）。2010年時点で、国立大学の中で、"大学院経済学研究科"という名称で博士後期課程を設置しているのは、本学を含め合計10大学のみとなっている。
また、2024年から新たに経済・経営の専門知識にデータサイエンスの実践的知識・スキルを融合させた人材を育成する日本で初の経営分析学専攻が設置され、修了すれば「修士（経営分析学）」（MBAN（Master of Business Analytics））を授与される。

#### 入試・研究
経済学部は全国の文系学部で唯一、前期日程より後期日程の募集人員を多く取っていたが、2021年度入試より前期日程の方が後期日程よりも募集人数が多くなった。近隣の経済学部において後期日程の募集が少ないため、近畿・東海圏の経済学部後期日程におけるシェアは45%を超える。

#### 活動・実績
世界47カ国、1500以上の大学が参加している国際的なNPO団体であるSIFEの2007年と2010年の国内大会で二度優勝し、2010年には米国ロサンゼルスで開催された世界大会（SIFE World Cup）では日本代表としては史上初の準決勝進出を果たした。
日経TEST学生団体対抗戦でも二連覇を達成した。

#### グローバル・コース
経済学部では、2014年度に将来グローバルに活躍できる人材を育成するためのコース (「共創グローバル人材プログラム」) を経済学部に設置し、英語による授業やプレゼンテーションなどの実践的授業、海外インターンシップなどを行っていた。
グローバル・コースは「共創グローバル人材プログラム」を質・量ともに拡大・充実化したプログラムである。
グローバル・コースでは、語学を集中学習し、異文化理解のための基本を学んだ上で、国内・海外研修をめざし、C3型プロジェクト科目（Co-learning：協学、Co-creation：協創、Co-operation：協業）で課題発見・問題解決の能力を鍛える。そして「誰も置き去りしない」という国際社会の目標をあげているSDGsなど、国際社会の課題に関心を持って解決策を考える人材、異なる文化・価値観を持つ人々とともに、新しい価値をつくりだしていくことができる人材を育成し、将来グローバルに活動する企業、NGO、国際機関等で活躍するグローバル・スペシャリストを養成する。また、充実した語学学習とともに、国内学生と留学生が同じクラスで共に学び合うことで異文化理解を深め、インターンシップや海外留学などに取り組んでいく。
コース修了生の主な進路　JAXA　国土交通省　サントリーホールディングス　村田製作所　京セラ　日立製作所　本田技研工業　丸紅　三菱電機　関西電力　滋賀県庁　University College London,  King's College London,  University of Sydney,  京都大学大学院,  大阪大学大学院,  神戸大学大学院, 滋賀大学大学院

#### データサイエンス・コース
2017年のデータサイエンス学部設置より、データサイエンスを最大限生かした教育プログラムを経済学部に設置した。経済や経営などの専門分野に加えて、数理・データサイエンス・AIに関する知識や分析スキルを習得する。このコースは経済学部の学習類型の修得に加えて、データサイエンス学部の専門教育科目群の学習を通じて、政策や企業戦略等に関わる問題に対し数理的な分析に基づいて、科学的にアプローチできる能力を持った人材を養成することを目的とした、発展的学習プログラムとして設置された。データサイエンス学部との連携による文理融合型人材養成教育プログラムである政策-ビジネス革新創出人材プログラム（データサイエンス副専攻）を大きく進化させ、レベルをさらに高めたものである。
データサイエンス・コースは、データの活用による価値の創造・発見と、専門知の習得による論理的思考力に加えて、現代社会に必須な科学技術の基礎的理解のうえに人文・社会・芸術を広く学び（STEAM 教育）、幅広い視野と価値観、深い洞察力、社会課題の発見と解決力、判断力を学生に修得させることを重視している。

### データサイエンス学部・データサイエンス研究科
日本最初となる、統計学やビッグデータを専門的に研究する学部として、2017年度に新設された。彦根キャンパス内に所在し、同大学本部・同大学経済学部と同じ敷地内にある。

#### 設立の経緯
アメリカ合衆国を始めとして海外の主な大学に設置されている統計学部や統計学科は、ビッグデータ、AI時代の到来とともに年々その地位を上昇させており、滋賀大学データサイエンス学部は設立時より日本の大学界において統計（データサイエンス）学部創設を率先垂範する役割が期待されている。2021年12月から滋賀大学は文部科学省から数理・データサイエンス・AI教育強化拠点コンソーシアムの教育拠点校として指定され、MOOC教材開発、教育動画の提供、独り立ちデータサイエンティスト人材育成プログラムなどを通じて、積極的な役割を担っている。
設立時、学部長には東京大学から前日本統計学会会長であり後の滋賀大学第14代学長である竹村彰通を起用し、クロスアポイントメント制度等を利用して、多くの統計学と情報学の専門家を招集しデータサイエンス学部が設置された。、1学年の定員は約100名に対し、教員は100名を超えている。2016年度には先行して「データサイエンス教育研究センター」を開設。2019年度には大学院データサイエンス研究科を発足させた。2022年度には「データサイエンス教育研究センター」は「滋賀大学データサイエンス・AIイノベーション研究推進センター」として再編された。また、竹村彰通学長だけでなく、元日本統計学会会長である川崎茂教授、現総務省統計局長や国連統計委員会議長、国際公的統計協会（IAOS）会長、日本統計協会理事長、元応用統計学会会長や、NTTデータ アジア太平洋統括会社の社長・会長を歴任した深谷良治教授など名だたる専門家が数多く同センターにも所属し、データサイエンスおよびAIの研究と教育を牽引している。

#### カリキュラム
データサイエンス学部では文系や理系といった既存の枠組みにとらわれることなく、「文理融合の価値創造の実践」ができるようなカリキュラム構成となっており、情報技術や統計学だけでなく、経済学や経営学などの一般的な文系科目も提供している。
また、一般入試においては数学IIIの科目は選択制であり、大学入学共通テストにおいても理科２科目または地歴・公民のどちらかを入試に用いる形であるため、文系の学生も受験が可能である。2022年時点においては学部入学者の4割が文系学生であった。
大学院データサイエンス研究科では、社会のニーズに答えデータサイエンスにおける社会人のリカレント教育を充実させるため、設立時より企業派遣社会人を多数受け入れる方針を採っている。2023年度においては企業派遣と内部進学者の志願者が同程度であった。また、データサイエンス研究科は社会人も通いやすいキャリキュラムや受講スタイルを採っており、全ての授業がオンライン併用で実施されており、遠隔地からの受講が可能となっている。　

#### 活動・実績
111カ国、3,000大学以上から、50,000人以上の学生が参加するICPC国際大学対抗プログラミングコンテストのアジア予選大会に2年連続で出場するなど競技プログラミングが盛んに行われている。

### 教育学部・教育学研究科
130年の伝統を背景に地域教育の中核として、学校教育教員養成課程・環境教育課程の2課程17コース、大学院教育学研究科（修士課程）に教育科学コース・障害児教育コース・教材開発コースの3コース13領域が設置されている。日本の大学では稀有の自然環境教育施設を設立し、新入生や一般市民を対象とした琵琶湖での湖上体験学習などを実施している。

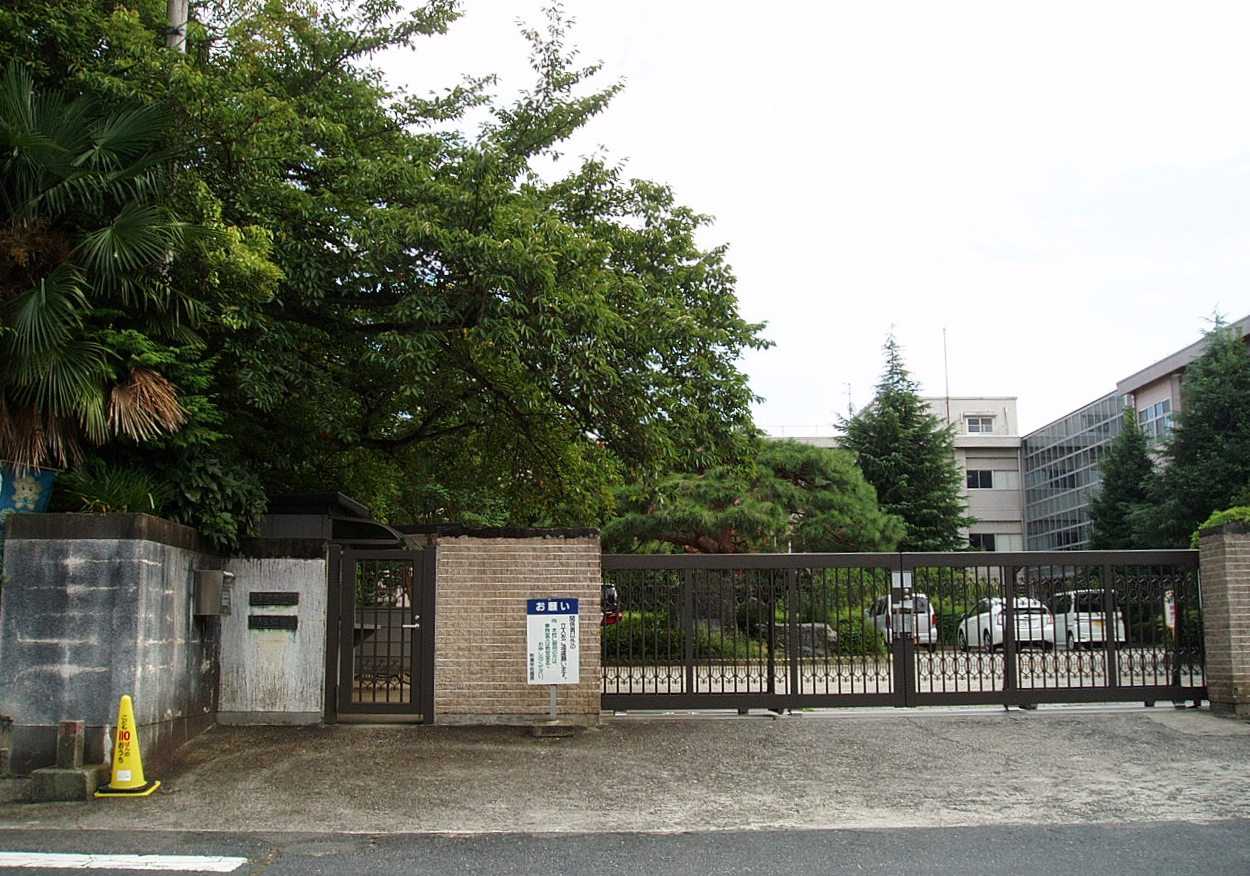
滋賀大学教育学部附属校（幼稚園、小学校、中学校）正門

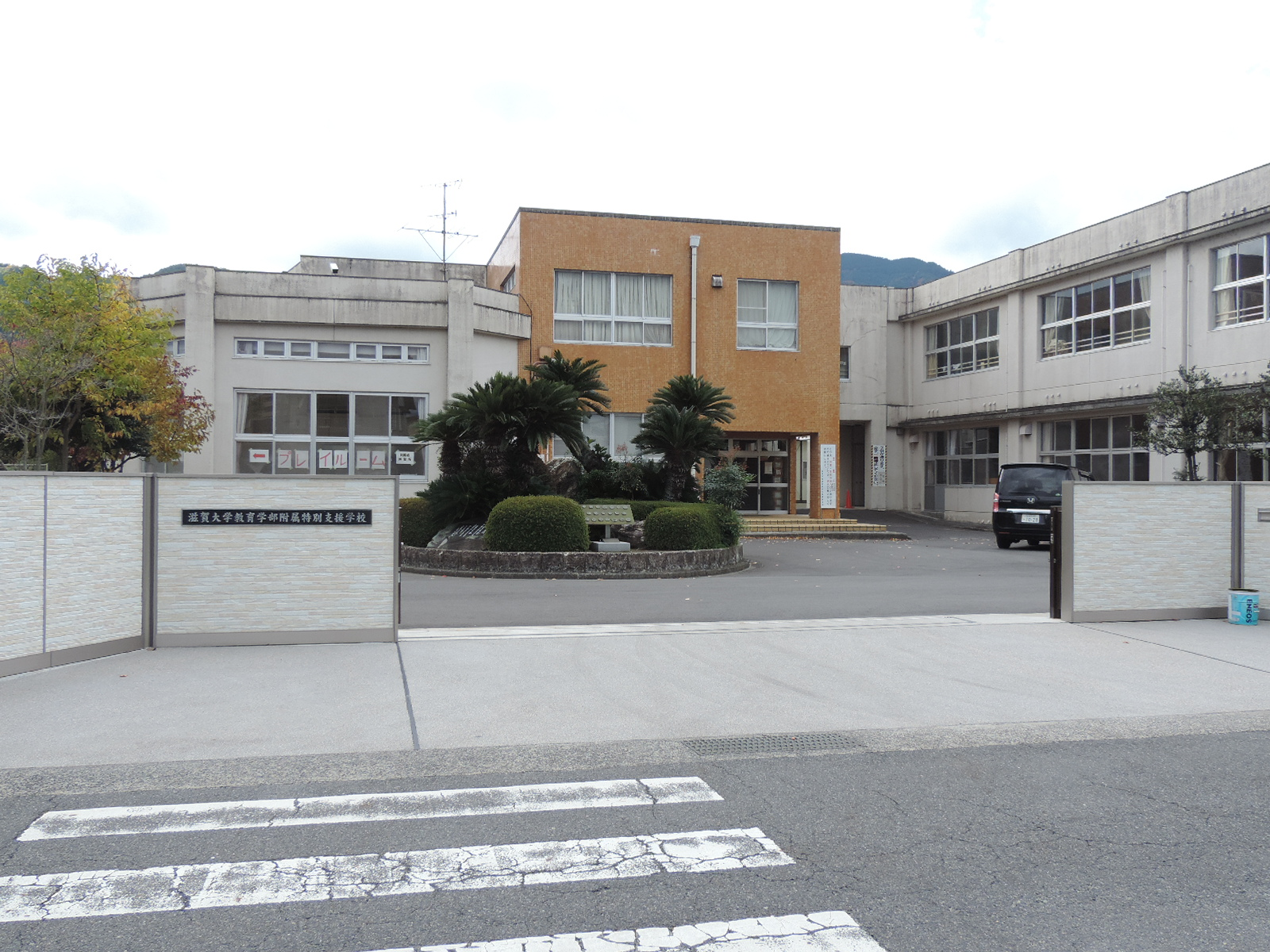
滋賀大学教育学部附属特別支援学校（滋賀県大津市）

## 沿革

### 略歴
第二次世界大戦後の1949年、1922年創立の彦根高等商業学校と、1875年創立の小学校教員伝習所を起源とする滋賀師範学校とを母体に、新制大学として発足。経済学部と教育学部は旧制の伝統をそれぞれ受け継ぎ独自に発展してきた。「豊かな人間性とグローバルな視野を備えた専門性の高い職業人の養成と、創造的な学術研究への挑戦を通して、人類と社会の持続可能な発展に貢献する」という共通理念の下、環境先進県としての知見と琵琶湖という無二の資源を生かして「環境総合研究センター」を設立。経済学部・教育学部共同での特徴ある学際的研究でも成果を収めてきた。2017年には国内で極度に不足しているデータ革命を担う人材：データサイエンティストの組織的育成を図るため、我が国初のデータサイエンス学部を設け、企業や自治体との連携を急速に拡大しつつSciety5.0社会の実現に向けて活発な活動を続けている。

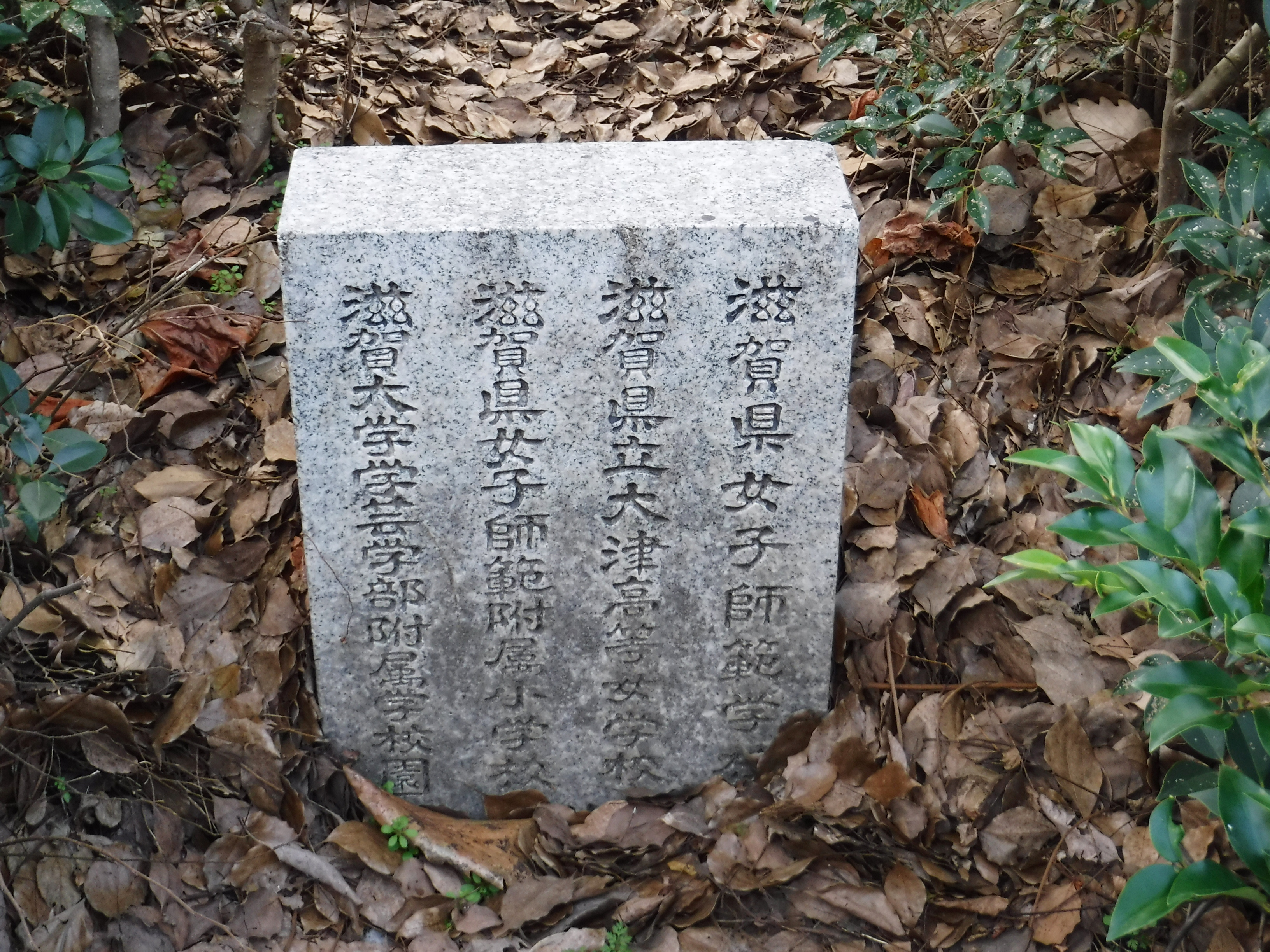
滋賀県大津市、滋賀県女子師範学校跡の碑

### 年表
- 1949年（昭和24年） - 彦根経済専門学校（1944年に彦根高等商業学校から改称）・滋賀師範学校・滋賀青年師範学校を包括して新制滋賀大学発足。経済学部（経済学科・経営学科）・学芸学部（4年課程・2年課程）を設置。
- 1951年（昭和26年） - 学芸学部に附属小学校、中学校を設置。
- 1953年（昭和28年） - 経済短期大学部設置。
- 1955年（昭和30年） - 学芸学部に附属幼稚園を設置。
- 1963年（昭和38年） - 学芸学部4年課程を小学校教員養成課程と中学校教員養成課程に改組。
- 1966年（昭和41年） - 学芸学部を教育学部に改称。
- 1967年（昭和42年） - 教育学部に養護学校教員養成課程を増設。
- 1972年（昭和47年） - 経済学部に管理科学科を増設。
- 1973年（昭和48年） - 大学院経済学研究科を設置。
- 1974年（昭和49年） - 教育学部に幼稚園教員養成課程を増設。
- 1977年（昭和52年） - 経済学部に会計学科を増設。
- 1978年（昭和53年） - 教育学部に附属養護学校を設置。
- 1981年（昭和56年） - 教育学部に特殊教育特別専攻科を設置。
- 1990年（平成2年） - 教育学部に情報科学課程を設置。経済学部管理科学科を情報管理学科へ改組。
- 1991年（平成3年） - 大学院教育学研究科を設置。経済学部にファイナンス学科を増設。
- 1993年（平成5年） - 経済学部に社会システム学科を増設。経済学部経営学科、会計学科をそれぞれ企業経営学科、会計情報学科へ改組。
- 1996年（平成8年） - 経済短期大学部廃止。
- 1997年（平成9年） - 教育学部小学校教員養成課程・中学校教員養成課程・養護学校教員養成課程・幼稚園教員養成課程を学校教育教員養成課程に統合。
- 2000年（平成12年） - 教育学部に環境教育課程を増設、情報科学課程を情報教育課程に改組。
- 2001年（平成13年） - 大学院経済学研究科にグローバル・ファイナンス専攻を増設。
- 2002年（平成14年） - 大学院経済学研究科経営学専攻内に野村総合研究所との連携大学院を設置。
- 2003年（平成15年） - 大学院経済学研究科に博士後期課程を設置。
- 2004年（平成16年） - 国立大学法人滋賀大学へ移行。
- 2016年（平成28年） - データサイエンス教育研究センターを設置。
- 2017年（平成29年） - 日本初の データサイエンス学部（データサイエンス学科）を設置。
- 2019年（平成31年） - 日本初の大学院データサイエンス研究科修士課程（現博士前期課程）を設置
- 2020年（令和2年） ‐ 大学院データサイエンス研究科に博士後期課程を設置
- 2021年（令和3年） ‐ 大学院データサイエンス研究科博士前期課程の定員を倍増（20名→40名）
- 2022年（令和4年）- データサイエンス・AIイノベーション研究推進センター設置
- 2024年 (令和6年) - 大学院経済学研究科に経営分析学専攻が設置

### 歴代学長
- 初代（1949年5月 - 1959年6月） 大畑文七
- 第2代（1959年6月 - 1965年7月） 小牧実繁
- 第3代（1965年7月 - 1968年7月） 三輪健司
- 第4代（1968年7月 - 1974年7月）  砂崎宏
- 第5代（1974年7月 - 1980年7月） 桑原正信
- 第6代（1980年7月 - 1983年7月） 川崎源
- 第7代（1983年7月 - 1989年7月） 森主一
- 第8代（1989年7月 - 1995年7月） 尾上久雄
- 第9代（1995年7月 - 2001年7月）  加藤幹太
- 第10代（2001年7月 - 2004年7月） 宮本憲一
- 第11代（2004年7月 - 2010年3月） 成瀬龍夫
- 第12代（2010年4月 - 2016年3月） 佐和隆光
- 第13代（2016年4月 - 2022年3月） 位田隆一
- 第14代（2022年4月 - ）竹村彰通

## 基礎データ

### 所在地
- 彦根キャンパス（滋賀県彦根市馬場1丁目1-1）
- 大津キャンパス（滋賀県大津市平津2丁目5-1）

### 組織

#### 学部
- 経済学部[注 4](令和5年度改組後)
  - 総合経済学科
    - 経済専攻
    - 経営専攻
    - 社会システム専攻

  - グローバル・コース
  - データサイエンス・コース
- 経済学部[注 5](令和4年度以前入学)
  - 経済学科
    - 基礎理論講座
    - 応用経済講座
    - 政策経済論講座
    - 比較経済論講座

  - ファイナンス学科
    - ファイナンス計画講座
    - ファイナンス・システム講座
    - ファイナンス市場講座

  - 企業経営学科
    - マネジメント講座
    - マネジメント・サイエンス講座
    - マネジメント・ポリシー講座

  - 会計情報学科
    - 財務会計講座
    - 国際会計講座
    - 管理会計講座

  - 情報管理学科（2016年度入学生まで）
    - 数理科学講座
    - 経営情報講座
    - 情報基礎講座

  - 社会システム学科
    - 社会システム講座
    - 思考情報システム講座
    - 法システム講座
    - 国際文化システム講座

  - グローバル人材育成コース
  - 政策-ビジネス革新創出人材プログラム→データサイエンス副専攻
- データサイエンス学部（日本初の学部：2017年度設置）
  - データサイエンス学科
- 教育学部
  - 学校教育教員養成課程
    - 初等教育コース
      - 教育文化専攻
      - 教育心理実践専攻
      - 幼児教育専攻
      - 国際理解教育専攻
      - 環境教育専攻 （2015年度に設置）
      - 初等英語専攻 （2015年度に設置）
      - 初等理科専攻 （2015年度に設置）
      - 初等教科専攻
        - 国語専修
        - 社会専修
        - 算数専修
        - 理科専修（理科教育専攻に移行）
        - 音楽専修
        - 図画工作専修
        - 体育専修
        - 情報・技術専修
        - 家庭専修
        - 英語専修（英語教育専攻に移行）

    - 中等教育コース
      - 英語専攻
      - 国語専攻
      - 社会専攻
      - 数学専攻
      - 理科専攻
      - 音楽専攻
      - 美術専攻
      - 保健体育専攻
      - 情報・技術専攻
      - 家庭専攻

    - 障害児教育コース
      - 障害児教育専攻

  - 環境教育課程（2015年度に募集停止）
    - 環境教育専攻

#### 研究科
- 経済学研究科
  - 【博士前期課程】
博士前期課程の下記3専攻にはそれぞれ、リサーチ・コースとプロフェッショナル・コース[注 6]が設けられている。
    - 経済学専攻
    - 経営学専攻
    - グローバル・ファイナンス専攻

  - 【博士後期課程】
    - 経済経営リスク専攻
（日本初の教育研究分野：「リスク基礎」・「リスク管理」・「リスクと創造」）

- 教育学研究科
  - 【修士課程】[31]
    - 教育科学コース
      - 教育科学領域

    - 障害児教育コース
      - 障害児教育領域

    - 教材開発コース
      - 国語教育領域
      - 社会科教育領域
      - 数学教育領域
      - 理科教育領域
      - 音楽教育領域
      - 美術教育領域
      - 保健体育領域
      - 情報・技術教育領域
      - 家政教育領域
      - 英語教育領域
      - 環境教育領域

- データサイエンス研究科（日本初のDS研究科[34]：2019年に修士課程、2020年に博士課程開設）
  - 【博士前期課程】
    - データサイエンス専攻

  - 【博士後期課程】
    - データサイエンス専攻

#### 専攻科
- 特別支援教育専攻科
  - 障害児教育専攻

#### 附属機関
- 附属図書館
- 学内共同教育研究施設
  - データサイエンス・AIイノベーション研究推進センター
  - 環境総合研究センター（現在研究推進機構内）
  - 国際センター（現在国際交流機構）
  - 社会連携研究センター（現在産学公連携推進機構内）
  - 情報基盤センター（現在情報機構内）
- 保健管理センター
- 教育学部附属教育研究施設
  - 附属教育実践総合センター
- 教育学部附属学校
  - 滋賀大学教育学部附属幼稚園
  - 滋賀大学教育学部附属小学校
  - 滋賀大学教育学部附属中学校
  - 滋賀大学教育学部附属特別支援学校
- 経済学部附属教育研究施設
  - 附属史料館
  - 経済経営研究所
  - 情報処理教育センター
  - 附属リスク研究センター

### スクールカラー
滋賀大学のスクールカラーは、琵琶湖の豊かな湖水を象徴するブルー（藍色）である。この色は、深く純粋な心と濁りのない清らかなイメージを表現している。色指定は以下の通りである:
- DIC：184
- CMYK：C100％、M75％、Y8％、K0％
- RGB：R0％、G72％、B150％
- HEX : #004896

### 学章
滋賀大学創立50周年を記念して、教育学部・秋山哲男教授（現滋賀大学名誉教授）に制作を依頼し、平成12年4月25日の評議会において決定された。琵琶湖を中心とする豊かな自然環境に恵まれ、かつ、滋賀県の学術と文化の発信地である滋賀大学のイメージを、可能な限りシンボリックに表現している。

### 校歌
学歌として「滋賀大学 学歌」が指定されている

### 象徴

#### 公式キャラクター
「カモンちゃん」が公式キャラクターとして採用されている。経済学部谷口ゼミが考案したものである。これは2008年に彦根市で開催された「井伊直弼と開国150年祭」の市民創造事業として企画されたもので、市のウェブサイト内には本学学生による「知り隊！教え隊！井伊直弼」なども開設された。2009年の卒業式より使用されている。名前の由来は彦根藩主であった井伊直弼の官位・掃部頭（かもんのかみ）から来ており、また彦根に“COME ON”という意味も掛けられている。「150年祭」閉幕後も地域振興に貢献することを目標として地元の行事などに参加している。

## 施設

### キャンパス

#### 彦根キャンパス
- 使用学部：経済学部、データサイエンス学部
- 交通アクセス[36]：

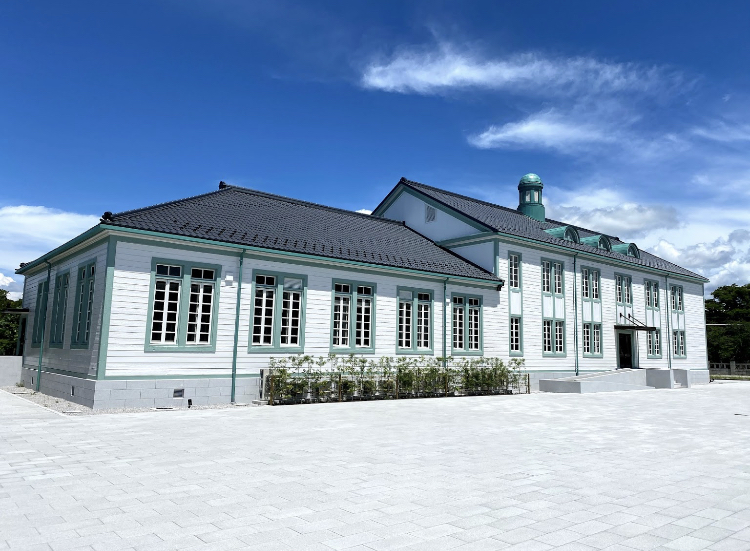
経済学部講堂（旧彦根高商講堂、国登録有形文化財、2020年改修）

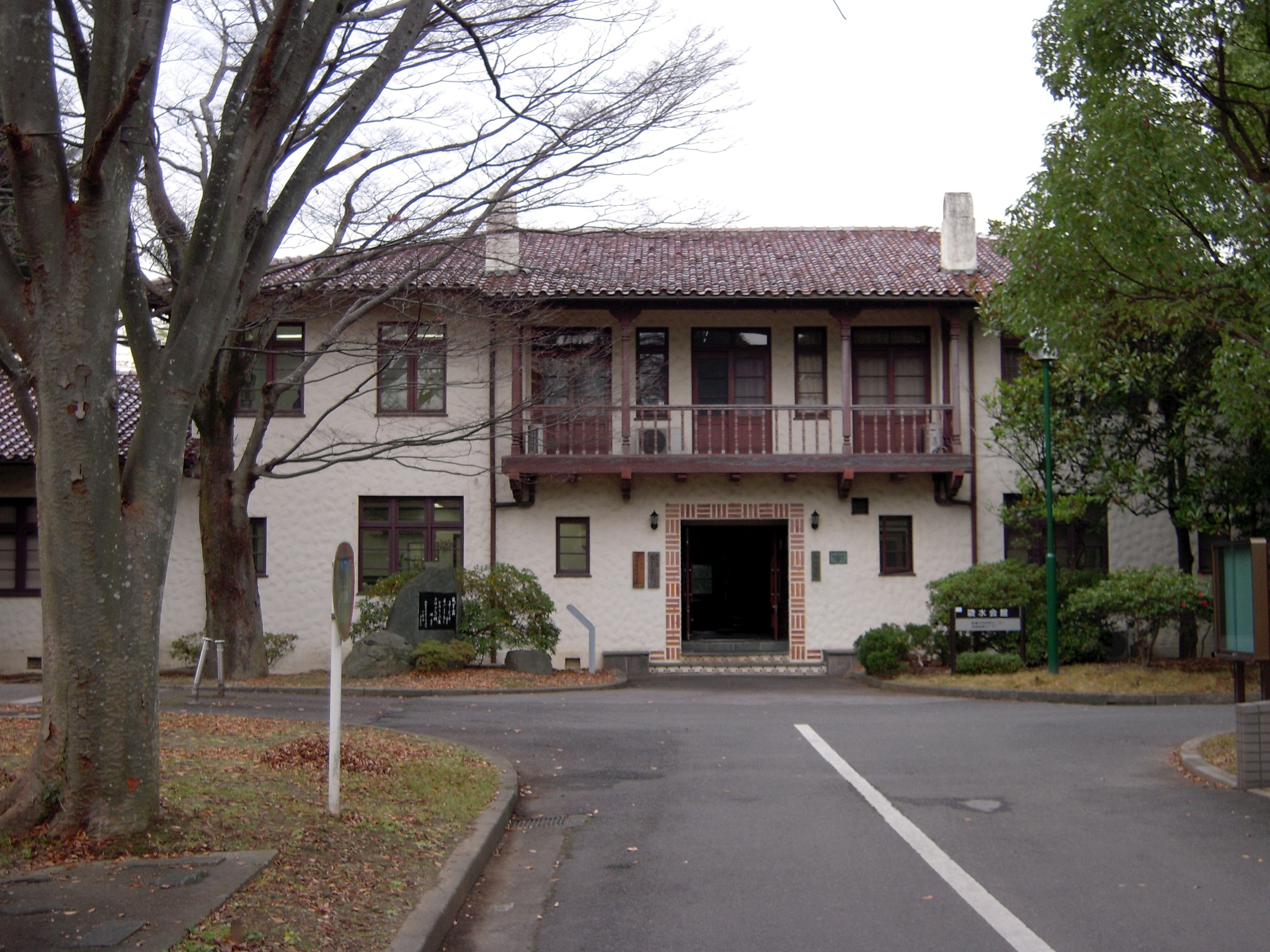
ヴォーリズ建築事務所建造の陵水会館（旧彦根高商同窓会館）登録有形文化財

  - JR西日本東海道本線（琵琶湖線）彦根駅より直行バス約9分、自転車で約10分
  - 湖国バス「滋賀大口」下車、徒歩約2分
  - 湖国バス「栄町一丁目」下車、徒歩約5分

大学本部、経済学部、データサイエンス学部は彦根市馬場に立地し、彦根城に隣接している。琵琶湖のほとりで、平静な自然・文化・歴史的環境に恵まれ、経済経営研究所、リスク研究センター、情報基盤センター等が設置されているほか、経済学部附属史料館では近江商人等の各種歴史的史料の収集・一般公開が行われている。本キャンパスにある本学講堂（経済学部講堂：旧彦根高等商業学校講堂、1924年建築）、陵水会館（旧彦根高等商業学校同窓会館、ヴォーリズの設計により1938年建築）は登録有形文化財になっている。また、1937年5月7日にはヘレン・ケラーが当時の彦根高等商業学校講堂（現 滋賀大学経済学部講堂）にて記念講演を行った。
新設されたイニシアティブ棟は、データサイエンスやAIの力を活用し、未来社会の創造を目指す最先端の研究交流拠点です。ここでは企業、研究者、学生が自由に交流し、共に新たな価値を創出する「共創インキュベーション」の場として設計されています。
イニシアティブ棟は2025年3月に完成予定であり、彦根キャンパスでは現在、2つの新校舎の建設が予定されている。

#### 大津キャンパス
- 使用学部：教育学部
- 交通アクセス：京阪バス
  - 「滋賀大西門」下車すぐ
  - 「滋賀大前」下車、徒歩約5分
  - 「石山幼稚園前」下車、徒歩約10分

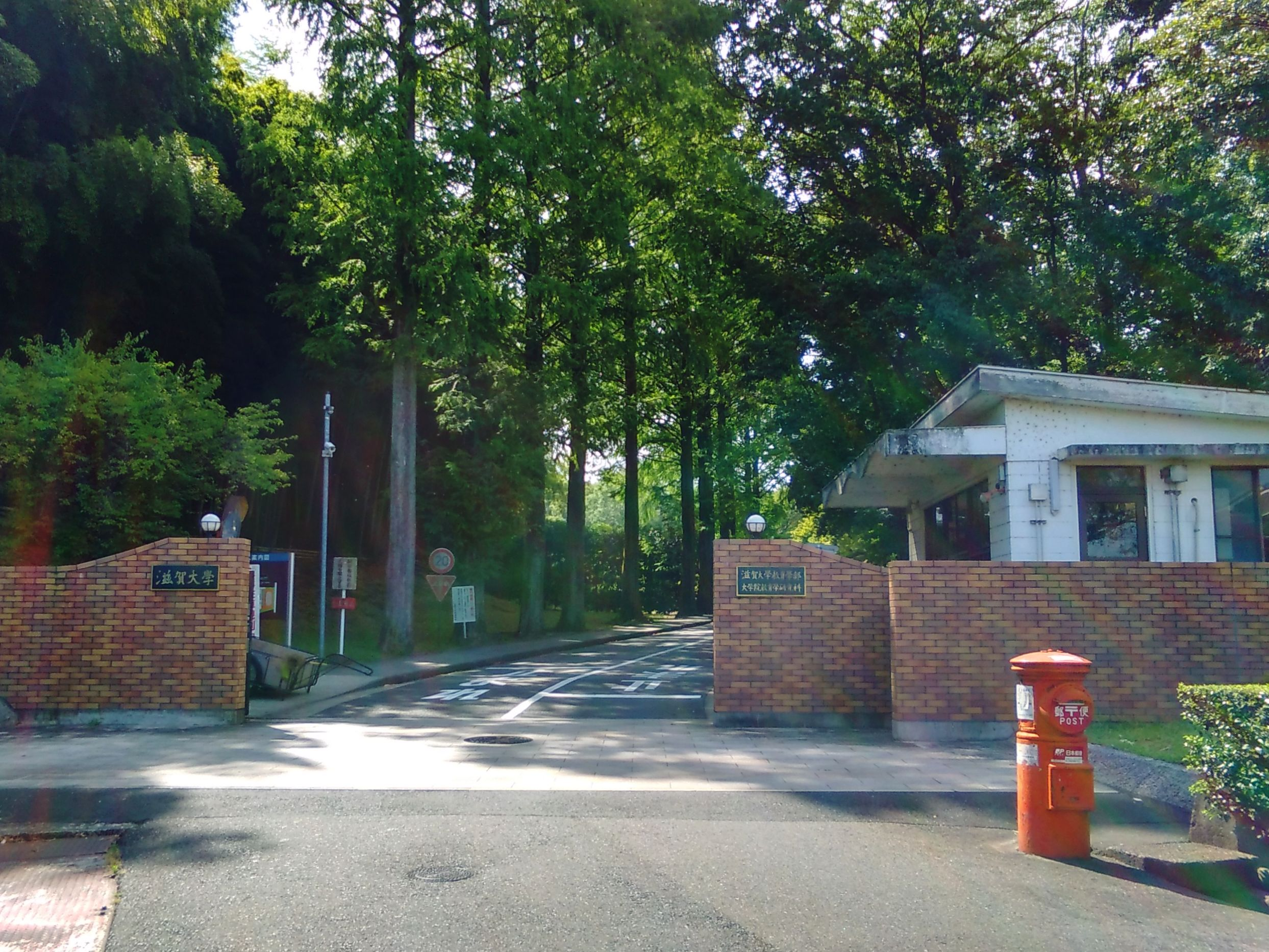
大津キャンパス正門

  - 通学時間帯には、東海道本線石山駅からの直通バスも運行されている。

教育学部は、古典にゆかりの深い石山寺に程近い大津市平津に立地している。琵琶湖の調査・観測・実験に毎年参加しており、琵琶湖研究を積極的に行っている。彦根キャンパスとは直線距離で45km以上離れている。教育実践総合センター、附属図書館分室、情報処理センター分室等が設置されている。

#### サテライトキャンパス
- 滋賀大学大津サテライトプラザ（大津駅前日本生命大津ビル4階）
- 大学サテライト・プラザ彦根（彦根駅前平和堂アル・プラザ彦根6階）

### 寮
- 偲聖寮（男子・女子）：彦根キャンパスまで徒歩15分
- 平津ヶ丘寮（男子・女子）：大津キャンパス内

### その他活動拠点

#### 滋賀大学コミュニティ・プレイス＠KC BASE汐留
・場所：クライス＆カンパニー本社 （所在地：東京都港区、新橋駅・汐留駅付近）
・使用料：無料
・設備：Ｗi-fi環境、モニター、プロジェクター、スクリーン等
・目的：就活の拠点、OB・OGの交流会、産官学連携など大学を通じた生涯コミュニティの形成を目指す
ハイクラス転職支援の株式会社クライス＆カンパニーは、滋賀大学の学生・卒業生達が東京の活動拠点として活用できる「滋賀大学コミュニティ・プレイス」をオープンした。  本取り組みを通じて、学生と企業、卒業生同士、産官学連携などの接点を創出し、大学を中心とした生涯続くコミュニティの形成を目指す。就活拠点の活用では、未来を担う学生たちのキャリア支援にも将来的に繋げていく予定である。卒業生をゲストに招き、キャリア論等をテーマにしたイベントも不定期開催される。

## 制度・プログラム

### 教育制度・プログラム

#### グローバル・コース
2014年度に将来グローバルに活躍できる人材を育成するためのコース(「共創グローバル人材プログラム」)を経済学部に設置。英語による授業やプレゼンテーションなどの実践的授業、海外インターンシップなどを行っていた。
グローバル・コースは「共創グローバル人材プログラム」を質・量ともに拡大・充実化したプログラムである。
グローバル・コースでは、語学を集中学習し、異文化理解のための基本を学んだ上で、国内・海外研修をめざし、C3 型プロジェクト科目（Co-learning：協学、Co-creation：協創、Co-operation：協業）で課題発見・問題解決の能力を鍛える。そして「誰も置き去りしない」という国際社会の目標をあげているSDGsなど、国際社会の課題に関心を持って解決策を考える人材、異なる文化・価値観を持つ人々とともに、新しい価値をつくりだしていくことができる人材を育成し、将来グローバルに活動する企業、NGO、国際機関等で活躍するグローバル・スペシャリストを養成するプログラム。
グローバル・コースでは、コース生は国内学生と留学生で構成され、充実した語学学習とともに国内学生と留学生が同じクラスで共に学び合うことで異文化理解を深め、インターンシップや海外留学などに取り組んでいく。
コース修了生の主な進路
JAXA　国土交通省　サントリーホールディングス　村田製作所　京セラ　日立製作所　本田技研工業　丸紅　三菱電機　関西電力　滋賀県庁
University College London,  King's College London,  University of Sydney,  京都大学大学院,  大阪大学大学院,  神戸大学大学院, 滋賀大学大学院
(2022)

#### データサイエンス・コース
2017年のデータサイエンス学部設置よりデータサイエンスを最大限生かした教育プログラムが経済学部に設置。経済や経営などの専門分野に加えて、数理・データサイエンス・AIに関する知識や分析スキルを習得する。
データサイエンス・コースは、データの活用による価値の創造・発見と、専門知の習得による論理的思考力に加えて、現代社会に必須な科学技術の基礎的理解のうえに人文・社会・芸術を広く学び（STEAM 教育）、幅広い視野と価値観、深い洞察力、社会課題の発見と解決力、判断力を学生に修得させることを重視している。
本コースは経済学部の学習類型の修得に加えて、データサイエンス学部の専門教育科目群の学習を通じて、政策や企業戦略等に関わる問題に対し数理的な分析に基づいて科学的にアプローチできる能力を持った人材を養成することを目的とした発展的学習プログラムとして設置された、データサイエンス学部との連携による文理融合型人材養成教育プログラムである政策-ビジネス革新創出人材プログラム（データサイエンス副専攻）を大きく進化させ、レベルをさらに高めたものである。

#### 数理・データサイエンス・AI教育プログラム
「数理・データサイエンス・AI教育プログラム」認定制度は、学生の数理・データサイエンス・AIへの関心を高め、それを適切に理解し活用する基礎的な能力（リテラシーレベル）や、課題を解決するための実践的な能力（応用基礎レベル）を育成することを目的として、数理・データサイエンス・AIに関する知識及び技術について体系的な教育を行うプログラムを文部科学大臣が認定及び選定して奨励するものである。特に滋賀大学では 認定された教育プログラムのうち、先導的で独自の工夫・特色を有するとして レベル＋（プラス）選定された。 

#### 未来創生リベラルアーツプログラム
令和４年度の全学共通教養科目の再編によるリベラルアーツ教育改革から始まり、令和6年より「未来創生リベラルアーツプログラム」を始動しました。このプログラムでは、分野横断的な知識・課題解決力・複眼的思考の『リベラルアーツ』と数理・AI、統計に関する知識とスキルの『データサイエンス』を掛け合わせることで、専門的知識と柔軟な発想力を備えた新時代のDXを担う人材に必要な力が身につく。

#### 自主ゼミ
自主ゼミとはデータサイエンス学部の先生が有志で自主的に開催しているゼミで、単位などはないが企業と連携した内容であったりと様々なものがある。開講されるゼミや内容は年・学期によって変わる。

#### NVIDIA 学生アンバサダープログラム
NVIDIAが行っているプログラムで、AIやデータサイエンスの最新の動向を共有することに意欲を示し、技術的なスキルで様々なタスクを実践することができる学生の育成を目的としている。 学生アンバサダーに認定された学生は、直接NVAITC（NVIDIA AI Technology Center）研究員からの技術指導が受けられ、最新のGPUとAIに関連するコース、プロジェクトへの参加、そして最新の技術情報をNVIDIAから直接享受することができる。
NVIDIA DLI 大学アンバサダー プログラム
村松千左子教授をはじめとする教員がNVIDIAのアンバサダー (DLI 認定講師) に認定され、最先端のテクノロジ (AI、アクセラレーテッド コンピューティング、データ サイエンスなど) に関する、本来であれば受講費が数十万円する、ハンズオン ワークショップ を学生向けに無料で開催することができる。 開催されたワークショップの修了者は、NVIDIA DLIが発行する修了認定証が取得できる。
Silicon Valley Innovation & Startup Program(シリコンバレー研修)
研修は、サンノゼ州立大学のSilicon Valley Center of Operations and Technology Managementで実施され、AIやアントレプレナーシップなどの専門家、シリコンバレーで起業、経営しているCEOなどが講師として学生を指導。 また、シリコンバレーの企業文化を理解するためのカンパニーツアーを行い、Intel、 Google、 Apple、 Teslaなどの企業やスタンフォード大学などを訪問して、これらの設立背景や成長過程などについて学ぶ。
このプログラムは大学後援会から補助金が支給される。
修了証（オープンバッジ）の発行
所定の単位やプログラム(数理・データサイエンス・AI教育プログラムなど)を修了した方には、世界共通の技術標準規格に沿ったデジタル証明である「オープンバッジ」を発行します。就職活動時に修了証を示すことで実践的な能力を担当者にアピールすることができる。

### 留学制度

#### 留学
北米、ヨーロッパ、アジア等の海外の大学と学生交流協定等を結んでいます。半年から1年以内の期間を交流協定校で学ぶ「交換留学」と、約1カ月で外国語や海外文化・社会について学ぶ「短期海外研修」がある。相談会や語学講座といったサポートも充実している。また、同窓会（陵水会）による給付型の「グローバルリーダー育成陵水奨学金」があり、選考を通過した学生には、月額10万円（上限100万円）が給付される。
協定校は下の「対外関係」の「国際交流協定」を参照

#### 自主企画海外体験・研修
学生が自主的に開拓した、海外における長期または短期の研修プログラム・就業体験プログラムへの参加を通して、実践的な「知の展開力」の修得を目指す科目である。海外の大学・短期大学、その他の教育施設等での研修や就業体験プログラムに参加し、一定の要件を充たした学生に単位を認めるものです。

#### Silicon Valley Innovation & Startup Program(シリコンバレー研修)
研修は、サンノゼ州立大学のSilicon Valley Center of Operations and Technology Managementで実施され、AIやアントレプレナーシップなどの専門家、シリコンバレーで起業、経営しているCEOなどが講師として学生を指導。 また、シリコンバレーの企業文化を理解するためのカンパニーツアーを行い、Intel、 Google、 Apple、 Teslaなどの企業やスタンフォード大学などを訪問して、これらの設立背景や成長過程などについて学ぶ。
このプログラムは大学後援会から補助金が支給されます。

#### 滋賀大学海外研修プログラム
夏休みや春休みを利用して、海外協定校で行われる滋賀大学主催の2～4週間の語学・ 文化研修に参加する短期の留学です。留学先の国として、アメリカ合衆国、イギリス、フランス、 オーストラリア、メキシコ、韓国、中国など多くの国へのプログラムが存在する。語学クラスの受講、テーマ研究、見学ツアー、文化体験、現地学生との交流などがプログラムに含まれる。また、「海外研修科目」として単位認定されるプログラムもあります（卒業科目・単位への算入の可否は学部ごとに異なります）。一部のプログラムは「滋賀大学教育研究支援基金海外研修助成事業」の対象となっており、申請すれば助成金が支給されます。

#### 企業提供の海外インターン
企業が主催するプログラムで、海外の現地オフィスや提携先での業務を通じて、実践的なスキルや国際的な視野を養う機会を提供します。異文化交流や現地のビジネス慣習の理解を深めるとともに、キャリア形成に役立つ貴重な経験を得られます。

### 学生支援

#### 会計スペシャリスト育成支援制度
令和6年度から経済学部・データサイエンス学部後援会により、将来の進路として税理⼠⼜は公認会計⼠の資格を有する⾼度専⾨職業⼈を⽬指す意欲のある学⽣を対象に、専⾨学校、資格取得の専⾨予備校等での税理⼠⼜は公認会計⼠の資格対策講座の受講に要する経費の援助を⾏う制度である。

#### 滋賀大学経済学部・データサイエンス学部後援会資格取得等報奨制度
学生の日頃の勉学等を支援し、資質の向上に資することを目的として、資格試験や語学試験等の基準を満たした在籍する大学院生、学部生を対象に報奨金を給付する制度である。
簿記や統計検定など各種検定や税理士・公認会計士、応用情報技術者試験などの資格、語学試験(TOEICやフランス語検定など)、スポーツ・文化活動、勉学等で顕著な功績を残した個人や団体、交換留学などが対象となる。
国立大学法人滋賀大学基金による留学に際して必要な語学検定試験受験料支援
本支援の支援対象者は、留学に際して必要な語学検定試験（TOEFL、IELTS、HSK、仏検等）を受験する本学学生とする。
国立大学法人滋賀大学基金による私費海外留学支援
本支援の支援対象者は、私費海外留学（語学留学は除く）に行く本学学生とする。
国立大学法人滋賀大学基金による短期海外研修支援
本支援の支援対象者は、本学が実施する短期海外研修に参加する本学学生（正規生に限るものとし、休学者を除く。）とする。ただし、支援は１年度につき一人１回に限る。
「グローパルリーダー育成」陵水会表彰制度
陵水会(同窓会)が母校のグローパル人材の育成を支援・強化するため、 海外活動(インターンシップやボランティア活動)に参加し、経済学部規程に定める「自主企画海外体験・研修」の研修Bまたは研修Cの履修認定を受けた学生のうち、優秀な成果を収めたと認められる学生に対し、表彰状および褒賞金を授与するものである。

#### 「滋賀大学学生の国内外学会発表助成」Grant for Presentation at Academic Conference (Students)
滋賀大学基金(寄付金)による令和６年度の支援事業の一つとして、大学院生および学 部生の国内外における学会発表を奨励し、その費用の一部を助成しようとするもの。
経済学部・データサイエンス学部後援会によるその他支援
大学祭助成、クラブ・サークル活動助成、課外活動助成、就職支援事業などが行われている。
最近ではウォータークーラーや製氷機、ベンチなどの学内設備の支援も行われている。
滋賀大学発ベンチャー認定制度（大学発ベンチャー育成・支援プログラム）
滋賀大学は、本学の教育研究に基づく新たな技術やビジネス手法をもとにして設立した企業を、「滋賀大学発ベンチャー」として認定し、支援しています。 本学の研究シーズの実用化を加速することにより、地域経済、社会への貢献を行っていくことを目的とし、本学の教員、学生のモチベーションを高め、教育・研究の一層のレベルアップの実現を目指します。  認定大学発ベンチャーに対し、本学施設の貸与（商業登記の所在地としての利用が可能）、研究設備等の利用、職員等による相談業務への対応や他企業への紹介・仲介サポート、広報誌やホームページ等を活用した広報支援、その他必要と認められる支援を提供します。
単位認定
多くの資格や検定、留学やプログラムの参加などで単位認定が行われる。
各種奨学金
滋賀大学には25種類の給付型奨学金と4種類の減免型奨学金、18種類の貸与型奨学金が存在する。
大学地域連携課題解決支援事業
滋賀県内に立地する大学の持つ多様な資源や力の地域への還元を促進するとともに、学生が地域課題の解決に貢献すること、および、その取り組みを通して、滋賀の人々、生活文化、風景、産品などの滋賀の魅力に出会い、交流を深めることにより、滋賀の各地域に想いを持つ若者世代を増やすことを目指し、平成24年度から活動支援を行っている。

## 数理・DS教育強化拠点校
- 2016年、文部科学省は、全国的な数理・データサイエンス教育強化の拠点校として6大学、北海道大学、東京大学、京都大学、大阪大学、九州大学とともに滋賀大学を選定した。[42][43]
- 「数理・データサイエンス教育強化拠点コンソーシアム」を文部科学省「数理及びデータサイエンスに係る教育強化事業」で選定された6大学（北海道大学、東京大学、滋賀大学、京都大学、大阪大学、九州大学）によって形成[44]
- 2021年度「統計エキスパート人材育成コンソーシアム」が設立、 設立と同時に文部科学省政策の一環として情報・システム研究機構の統計数理研究所を中核機関に滋賀大学は西の拠点として統計人材育成事業に取り組む。[45]2024年には、文部科学省の中間評価を受け、最高位となる総合評価「S」（当初の計画を超える進展があり、事業を継続することでさらに優れた成果が期待される）と評価され、中間報告会も全7回のうち3回が滋賀大学で開催されるなど中心的な役割を担っている[46]。。
- 2021年12月、文部科学省より「数理・データサイエンス・AI 教育の全国展開の推進」拠点校・特定分野校(全国で11校)に選定[47]
- 文部科学省により「数理・データサイエンス・AI教育プログラム」の応用レベル、特に認定された教育プログラムのうち、先導的で独自の工夫・特色を有するとして応用レベルの中の＋(プラス)選定を受ける
- 令和5年独立行政法人大学改革支援・学位授与機構の「大学・高専機能強化支援事業」（高度情報専門人材の確保に向けた機能強化に係る支援（支援２））のハイレベル枠に採択
- 文部科学省が公募する「オープンアクセス加速化事業」に申請が採択
- 文部科学省が公募する令和6年度「地域教員希望枠を活用した教員養成大学・学部の機能強化事業」に本学が申請した「教育データサイエンス/ICT/DX活用による地域教育の転換と地域教員マインドの醸成」が採択
- 文部科学省が公募する令和6年度「人文・社会科学系ネットワーク型大学院構築事業 国際連携型」に本学大学院経済学研究科が申請した「データ×アーツ×国際連携による新たな総合知に基づくビジネス・インサイト養成プログラム」が採択
- 文部科学省が公募する令和4年度大学教育再生戦略推進費「デジタルと掛けるダブルメジャー大学院教育構築事業～Xプログラム～」に本学が申請した「データサイエンス×経済・教育（DS×E2）高度専門人材養成プログラム」が採択

## 対外関係
国内外の大学のほか、政府系研究機関や地方自治体、企業などと広範な協力関係にある。

### 産官学連携
特にデータサイエンス学部の設立以来多くの企業・政府機関・研究機関等との連携が増加・強化され、現在では内閣府経済社会総合研究所、 国立教育政策研究所 、総務省統計局、理化学研究所革新知能統合研究センター、情報・システム研究機構統計数理研究所、独立行政法人統計センター、JICA、日本政策金融公庫、トヨタ・トヨタグループ、NTTドコモ、あいおいニッセイ同和損保、第一生命、SMBC信託銀行、三井住友フィナンシャルグループ、NVIDIA、PwC Japan、オムロン、レノボ、帝国データバンク、田辺三菱製薬、伊藤忠テクノソリューションズ、堀場製作所グループ、マイナビ、キリンビール、ブリヂストン、平和堂、大塚製薬、日立製作所、大阪ガス、滋賀レイクスターズ、パソナグループなどをはじめ、数多くの企業・政府機関・研究機関等との連携が行われている。政府機関や専門研究機関と連携しつつ、様々な企業等との共同研究を進め、東日本の統計数理研究所に対する西日本の研究拠点形成を目指す方針である。また、2022年度からは、データサイエンス・AIイノベーション研究推進センターが設置され、これらの連携がより深化している。
2017年4月には数多くの企業、自治体からの要望を踏まえ、一般社団法人近江データサイエンスイニシアティブにより「滋賀大学データサイエンス連携コンソーシアム」が設立 
［現在の運営委員（企業側代表）］（株）SMBC信託銀行、（株）SCREENセミコンダクターソリューションズ、田辺三菱製薬（株）、（株）平和堂
また、フロリダ大学から滋賀大学へ特にAI分野での共同事業の実施について提案があり、今後具体的な手続きを進める予定である。この訪問は、NVIDIA社の仲介によるものであり、滋賀大学とNVIDIAは2022年5月に連携協定を締結し、同年9月には滋賀大学の協力のもとで「DLIデータサイエンス教育キット」日本語版の提供を開始するなど、協力関係を築いてきた。フロリダ大学には、NVIDIAが提供したAI用のスーパーコンピュータを設置したデータセンターが稼働しており、今回の訪問ではその視察も主要な目的の一つであった。その規模や全学的な教育・研究への効果は、滋賀大学にとって大いに参考となるものであった。
今後、滋賀大学、フロリダ大学、NVIDIA社の三者は、さらなる連携の発展を目指して協力を進めていく予定である。また、この協定の締結により、フロリダ大学・滋賀大学・NVIDIAの3者どうしがすべて協定関係となり、さらなる関係の深化が見込まれる。

### 国内教育機関との協定
- 環びわ湖大学・地域コンソーシアム（単位相互に関する包括協定）
  - 滋賀医科大学
  - 滋賀県立大学
  - 滋賀短期大学
  - びわこ学院大学
  - 滋賀文教短期大学
  - 成安造形大学
  - 聖泉大学
  - 長浜バイオ大学
  - びわこ成蹊スポーツ大学
  - 龍谷大学
  - 立命館大学
- 彦根3大学単位互換協定
  - 滋賀県立大学
  - 聖泉大学
- 大学間協定（単位互換）
  - 滋賀医科大学
  - 滋賀県立大学
  - 放送大学
  - 富山大学
- 大学間協定（相互協力）
  - 滋賀短期大学
  - 立命館大学
  - 島根大学

### 国際交流協定
- アメリカ合衆国
  - フロリダ大学
  - ミシガン州立大学
  - サンノゼ州立大学
  - ポートランド州立大学
- オーストラリア
  - シドニー工科大学
  - ディーキン大学
- 🇬🇧イギリス
  - ノッティンガム大学マレーシア校
  - ロンドン大学SOAS
  - エセックス大学
  - リーズトリニティ大学
- 🇫🇷フランス
  - エクセリア
  - レンヌ大学(旧レンヌ第一大学)
  - 西部カトリック大学
- 🇳🇱オランダ
  - ゾイド大学
- 🇳🇴ノルウェー
  - サウスイーストノルウェー大学
- 🇲🇰北マケドニア
  - スコピエ大学
- メキシコ
  - グアナファト大学
- 韓国
  - 啓明大学
  - 大田大学
  - 徳成女子大学
- 台湾
  - 国立高雄大学
  - 国立高雄海洋科技大学
  - 国立台中科技大学
  - 国立高雄師範大学
  - 東呉大学

- 中国
  - 湘潭大学
  - 東北財経大学
  - 首都経済貿易大学
  - 湘南師範大学
  - 青海民族大学
- モンゴル
  - 人文大学
- ベトナム
  - ハノイ教育大学
  - ハノイ国民経済大学
- タイ
  - チェンマイ大学
  - チェンマイ・ラジャパット大学
  - プリンス・オブ・ソンクラー大学
  - 泰日工業大学
- マレーシア
  - テナガ・ナショナル大学
- 🇪🇬エジプト
  - エジプト・ブリティッシュ大学
- 🇹🇳チュニジア
  - チュニス・エル・マナール大学

## 著名な卒業生・教職員、大学関係者と関係組織

### 大学関係者一覧
著名な卒業生・教職員などは以下を参照してください

### 大学関係者組織
- 経済学部の同窓会は「一般社団法人陵水会」であり、DS学部を含む同窓会となっている[61]。教育学部の同窓会は「滋賀大学教育学部同窓会」と称している。

## 企業からの評価

### 人事担当者からの評価
2020年（令和2年）に日本経済新聞社と日経HRが実施した「企業の人事担当者からみたイメージ調査」（全上場企業と一部有力未上場企業4,814社の人事担当者を対象に、2018年4月から2020年3月までの間に採用した学生から見た大学のイメージなどを聞いた調査）において、「全国総合」で全国の781大学中、第20位にランキングされた。

### 出世力
- ダイヤモンド社の2006年年9月23日発行のビジネス誌『週刊ダイヤモンド』94巻36号（通巻4147号）「出世できる大学」と題された特集の出世力ランキング（日本の全上場企業3,800社余の代表取締役を全調査[63][64]）で、滋賀大学は、2006年時点で存在する全国の744大学中、第9位にランキングされた[65][66]。

- 『週刊エコノミスト』（2010年8月31日号）に掲載された、「卒業生数の割に役員・管理職の人数が多い度合い」で、滋賀大学は、2010年時点で存在する全国の778大学中、一橋大学・小樽商科大学・大阪市立大学に次いで第4位にランキングされた[67]。

## 教育および研究

### 研究
- AIを含むデータサイエンス領域を中心に企業・政府機関・研究機関等との共同研究等を数多く推進

↑詳細は上の「数理・DS教育強化拠点校」を参照
- 文部科学省と日本医療研究開発機構（AMED）は、新型コロナウイルスなどの感染症の国産ワクチンや治療薬の開発を進める国内の研究拠点として、5大学を選定した。政府が2021年6月にまとめたワクチン国産化国家戦略に基づく措置で、新型コロナの新たな流行などに備えて遅れているワクチン国産化を促進するのが狙い。1拠点あたり今後5年で最大77億円を支援する。その5拠点を支援する「サポート機関」に、実験動物分野で医薬基盤・健康・栄養研究所、滋賀大学、実験動物中央研究所を、免疫解析分野で京都大学と理化学研究所を、ゲノム解析分野で東京大学をそれぞれ選定した[68]。

### 教育
- データサイエンス学部を有する唯一の大学として、文科省の数理・データサイエンス教育強化のための拠点校（6拠点）に選定（2016年度）
- 現代的教育ニーズ取組支援プログラム
  - 「知識創造型ユビキタスな学びプロジェクト―携帯電話対応コメントカードシステムを活用した知識創造力の育成―」（平成18年度）
- 特色ある大学教育支援プログラム
  - 「びわ湖から学ぶ環境マインド―調査艇を利用した湖上体験学習―」（平成18年度）
- 資質の高い教員養成推進プログラム
  - 「「実践力診断講座」による教員の資質向上―プレ講座からパーソナルロードマップの作成へ―」（平成18年度）
- 「魅力ある大学院教育」イニシアティブ
  - 「リスクリサーチャー養成の教育プログラム―海外共同教育プログラムを中心に―」（平成18年度）
- 社会人の学び直しニーズ対応教育推進プログラム
  - 「地域活性化プランナーの学び直し教育推進プログラム」（平成19年度）
- 産学連携による実践型人材育成事業
  - 「公共的対話と知的共同作業をベースにイノベーティブな「心の習慣」と「イノベーション評価能力」を養成し、地域的競争力の強化にコミットメントする中核的人材育成事業」（平成20年度）
- 理数系教員（コア・サイエンス・ティーチャー）養成拠点構築事業
  - 「大学と教委の強固な連携による早期CST活動を組み込んだ包括的な養成プログラム」（平成21年度）
- 大学と教育委員会の連携による研修カリキュラム開発事業
  - 「幼・小・中学校における睡眠教育研修モデルカリキュラムの開発」（平成22年度）
- 大学生の就業力育成支援事業
  - 「複眼的フィードバックによる就業力育成」（平成22年度）

## 学生生活

### 課外活動
- 彦根キャンパス
  - 経済学部・データサイエンス学部課外活動
- 大津キャンパス
  - 教育学部課外活動

### 学園祭
- 彦根キャンパス
  - 活緑祭（4月）
  - 滋大祭（11月）
- 大津キャンパス
  - 開学記念祭（5月）
  - 紫雅祭（11月）